# Luwian Studies
Luwian Studies ist eine unabhängige, private, gemeinnützige Stiftung mit Sitz in Zürich in der Schweiz. Der alleinige Stiftungszweck ist, die Erforschung der Kulturen des 2. Jahrtausends v. Chr. in Kleinasien zu fördern. Die Stiftung unterstützt archäologische, linguistische und naturwissenschaftliche Untersuchungen, um das Wissen über die Kulturen der Mittel- und Spätbronzezeit im Mittelmeerraum zu erweitern.

## Forschungsgegenstand

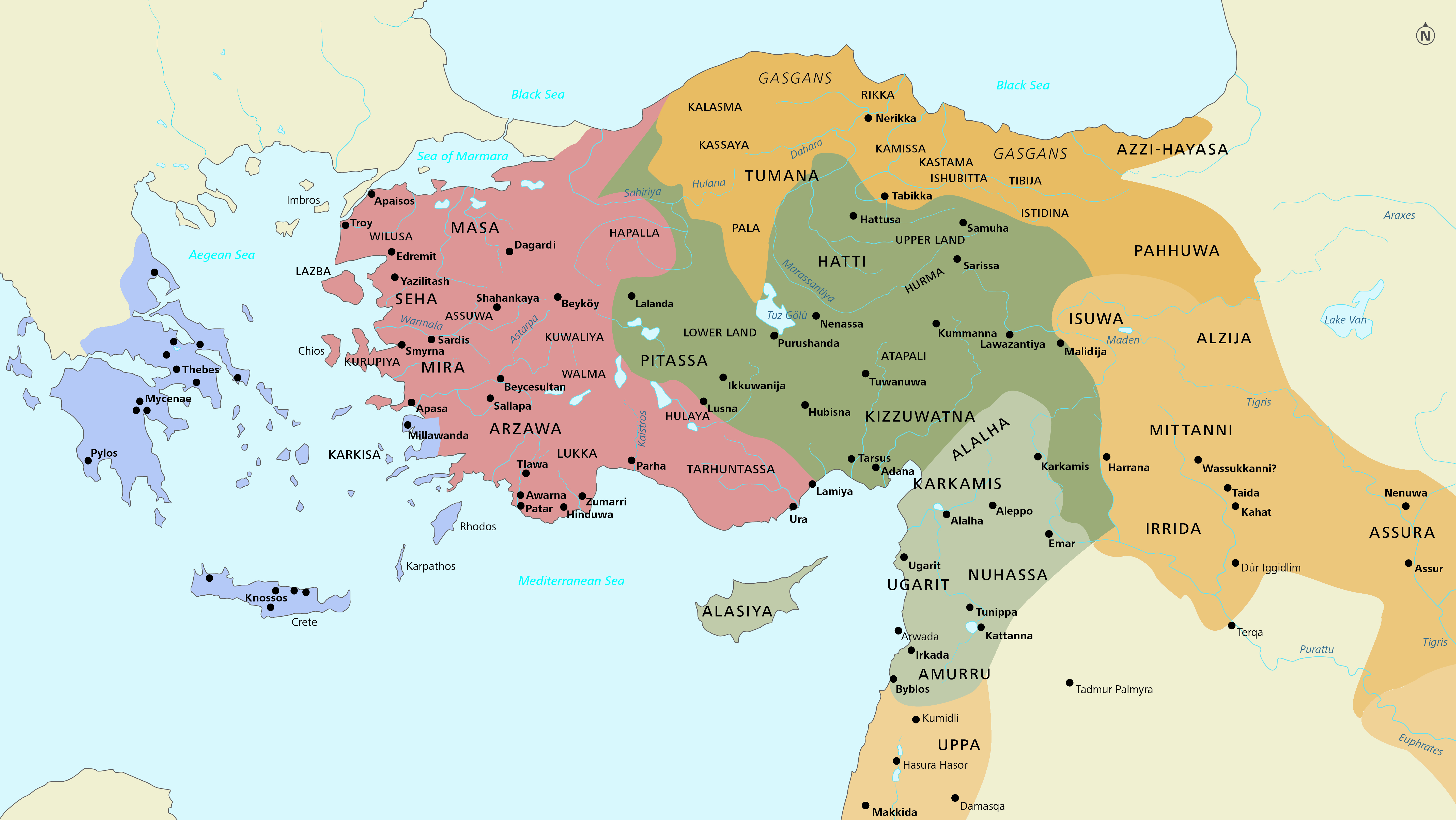
Politische Geografie in Kleinasien um 1200 v. Chr. (Quelle: Luwian Studies)

Der Begriff Luwian (deutsch: „Luwisch“) bezeichnet die luwische Sprache und die hieroglyphische luwische Schrift, die im 2. Jahrtausend v. Chr. in weiten Teilen Kleinasiens verwendet wurde. Im Kontext von Luwian Studies ist „Luwisch“ jedoch ein Toponym, das Völker unterschiedlicher ethnischer Herkunft und Sprachen umfasst. Es ist ein abstrakter Überbegriff für die Staaten und Kleinkönigreiche im westlichen Kleinasien, die meistens weder der benachbarten hethitischen Zivilisation im Osten noch der mykenischen Kultur im Westen zuzuschreiben waren. Die bekanntesten politischen Einheiten in der Region waren Arzawa/Mira, Masa, Seha, Hapalla, Wilusa, und Lukka. Die Namen dieser Länder kommen häufig in Dokumenten vor, die in Hattusa gefunden wurden, wenn die hethitischen Könige auf ihre Nachbarn im Westen verwiesen.
Die Vorstellung, dass im 2. Jahrtausend v. Chr. eine eigenständige Zivilisation in Westkleinasien existiert haben könnte, entstand bereits vor einem Jahrhundert. 1920 erkannte der Schweizer Assyriologe Emil Forrer die luwische Sprache in den Dokumenten, die während der ersten Ausgrabungen in Hattuscha entdeckt worden waren. Er kam zu dem Schluss, „dass die Luwier ein weit grösseres Volk waren, als die Hethiter… Es gewinnt immer mehr den Anschein, dass die Kultur des Hatti-Reichs in allen Teilen von den Luwiern geschaffen und von den Hethitern übernommen wurde“. Ähnliche Ideen brachte Helmuth Bossert, ein weiterer Pionier der anatolischen Archäologie, vor; er bezeichnet die Luwier sogar als Großmacht. Die fast vollständige Entschlüsselung der luwischen Hieroglyphen führte zu einer Reihe von umfangreichen Untersuchungen. Heute liegen verschiedene Monografien über Arzawa, die Luwier und die luwische Hieroglypheninschriften vor. Zwei Wissenschaftler konzentrieren sich in ihrer Arbeit fast ausschließlich auf luwische Hieroglyphen: John David Hawkins und Frederik Christiaan Woudhuizen.
Archäologisch ist die mittlere und späte Bronzezeit in Westkleinasien bisher wenig erforscht. Nur zwei großflächige Ausgrabungen indigener anatolischer Siedlungen, Troja und Beycesultan, wurden in einer westlichen Sprache veröffentlicht. Etwa zwanzig kleinräumigere Ausgrabungen unter türkischer Leitung wurden auf Türkisch veröffentlicht. Deswegen fließen die Ergebnisse dieser Untersuchungen bisher kaum in die Gesamtdarstellungen der ägäischen Frühgeschichte ein. Luwian Studies möchte dazu beitragen, diese große Forschungslücke zu schließen. Unter der Schirmherrschaft der Stiftung wurde ein Katalog mit über 340 ausgedehnten Siedlungsplätzen aus der mittleren und späten Bronzezeit erstellt, die auf Informationen basieren, die bereits in der akademischen und überwiegend türkischen Literatur verfügbar sind.

## Stiftungsrat
Luwian Studies wurde vom Schweizer Geoarchäologen Eberhard Zangger gegründet. Er ist auch Präsident des Stiftungsrats, dem außerdem Ivo Hajnal, Jorrit Kelder, Matthias Oertle und Jeffrey Spier angehören.

## Ergebnisse

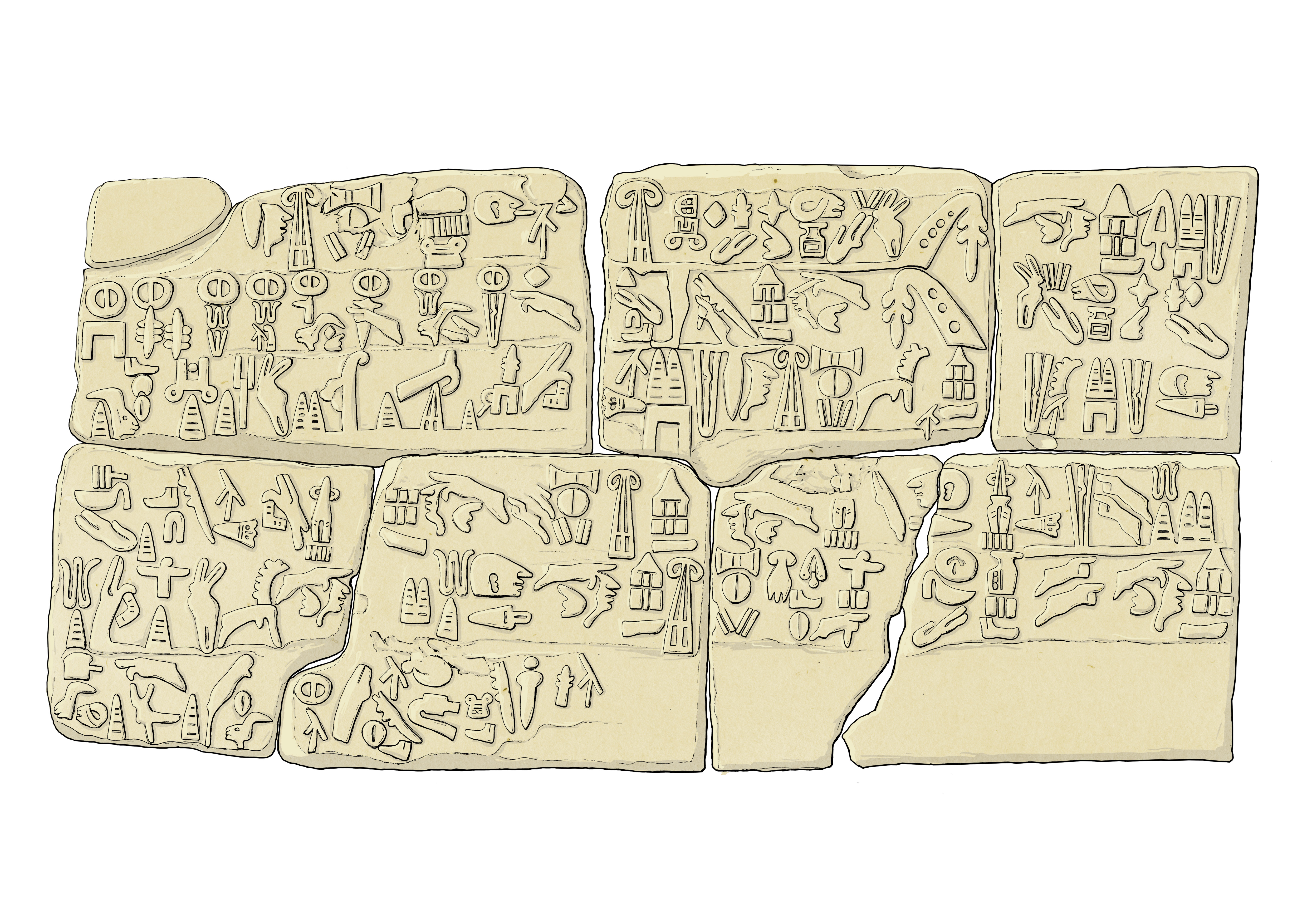
Luwische Hieroglypheninschrift in der Kammer 2 der Südburg von Hattuša (Quelle: Luwian Studies)

Unter der Schirmherrschaft von Luwian Studies entstand ein Katalog mit insgesamt 340 bedeutenden Siedlungsplätzen des 2. Jahrtausends v. Chr. Dieser ist über die Website der Stiftung zugänglich.
Das Buch Zanggers Die luwische Kultur – Das fehlende Element in der Ägäischen Bronzezeit von 2016 fasst die grundlegenden Argumente zusammen und ist auf Englisch, Deutsch und Türkisch erschienen. Die von Luwian Studies unterstützte Forschung wirft ein neues Licht auf den Zusammenbruch der Bronzezeit im östlichen Mittelmeerraum und die noch offene Frage nach der Herkunft der Seevölker.
Im Dezember 2017 wurde die sogenannte Beyköy-2-Inschrift veröffentlicht. Dabei handelt es sich um die Zeichnung einer luwischen Hieroglypheninschrift, die der britische Hethitologe Oliver Robert Gurney im Juli 1989 auf der Rencontre Assyriologique Internationale in Gent erstmals gezeigt hatte. Wenn sich diese Inschrift als authentisch erweist, liefert sie einen Bericht über die Ereignisse am Ende der Bronzezeit kurz nach dem Untergang des hethitischen Reiches. Zweifel an der Authentizität der Inschrift sind allerdings angebracht, wie Zangger selbst einräumte.
Ein weiteres Ergebnis der von der Stiftung unterstützten Forschung ist die Interpretation des hethitischen Felsenheiligtums Yazılıkaya als Anlage zur Pflege eines Lunisolarkalenders.

## Auswahl unterstützter Projekte
- Archaeological Landscapes of the Luwian Kingdoms of Tarhuntašša and Tabal on the Konya Plain von Christoph Bachhuber und Michele Massa
- An Important Bronze Age Settlement in Inland Western Anatolia: Intensive Survey Project of Tavşanlı Höyük and its Surroundings von Erkan Fidan und Murat Türktek
- In Search of the Missing Link: Writing in Western Anatolia during the Bronze Age von Willemijn Waal
- The Relationship between Hieroglyphic and Cuneiform Luwian: Reflections on the Origins of Anatolian Hieroglyphs von Francis Breyer
- East Aegean/western Anatolia and the Role of Aššuwa and Arzawa in Late Bronze Age Cultural Interaction von Antonis Kourkoulakos